# Cariua sulphurea
Cariua sulphurea är en skalbaggsart som beskrevs av Martins och Maria Helena M. Galileo 2008. Cariua sulphurea ingår i släktet Cariua och familjen långhorningar.
Artens utbredningsområde är Costa Rica. Inga underarter finns listade.